# Kasumi Ninja
Kasumi Ninja è un picchiaduro a incontri del 1994 sviluppato dalla Hand Made Software e pubblicato dalla Atari Games per la console Atari Jaguar. È stato uno dei primi picchiaduro a essere pubblicato per la console Atari Jaguar, insieme a Ultra Vortek, Primal Rage e Fight for Life e, come il primo di questi e altri giochi come Thea Realm Fighters, faceva parte della strategia di Atari per monopolizzare la produzione per il mercato casalingo del genere di picchiaduro con grafica digitalizzata e grande uso di violenza grafica, inaugurato da Mortal Kombat. Il gioco presenta un vario numero di ambienti da combattimento con una tecnologia di scorrimento parallattico.

## Trama
Il gioco è situato in un'isola mistica, l'Isola Kasumi, dove abita un ninja misterioso, Gyaku, che in realtà è un demone del fuoco. Solo la sua sconfitta decreterà la pace nell'isola.

## Modalità di gioco
All'inizio del gioco, il giocatore può scegliere solo due personaggi, cioè Habaki e Senzo, mentre gli altri sono disponibili sconfiggendoli nella modalità Singleplayer.
Il giocatore può utilizzare calci, pugni e anche mosse speciali per sconfiggere l'avversario in un incontro al meglio dei 3 round (l'ultimo doppio combattimento con Gyaku nella modalità Singleplayer è però al meglio dei 5 round). Nella modalità Versus Multiplayer, i giocatori devono entrambi utilizzare un codice per controllare lo stesso personaggio. Alla fine di ogni combattimento, il vincitore può effettuare una Fatality alla Mortal Kombat.

## Personaggi selezionabili
- Habaki e Senzo: sono due gemelli nati a 10 minuti di distanza dall'altro, e appartengono al clan del Kiri-ga-kure. Fin dalla nascita, i due vennero affidati ai monaci del Tempio della Nuvola del Drago, dove i due fratelli vennero educati alle arti fisiche e spirituali. Gli Anziani del tempio, intuendo le loro capacità, gli offrirono la possibilità di diventare discepoli sotto la guida di uno degli Anziani. Habaki venne scelto da Kaioh, mentre Senzo venne scelto da Hiei. Si diceva comunque che Gyaku avesse un discepolo, ma nessuno aveva mai visto il suo allievo. Durante i tornei tenutasi al tempio, i due fratelli erano sempre arrivati in finale, ed entrambi avevano sempre vinto un numero eguale di tornei. Ognuno di essi è una palette swap dell'altro, e la loro unica reale differenza sono le loro mosse speciali.
- Chagi Nelson: 5 volte campione mondiale di kickboxing, non ha mai perso un incontro professionale. All'età di 16 anni, Chagi mise KO il suo primo avversario, e successivamente, allo scopo di diventare un vero campione, girò per il mondo per imparare diverse arti marziali e unirle formando così un unico stile personale. Chagi è un ottimo guerriero in termini di velocità e abilità. Al corrente, egli possiede una catena di scuole di kickboxing. Egli è apparso anche in molti film d'azione popolari, tra i quali Under-siege, Lambadanator e il più famoso, Kickboxing Kidd Series I - XII. Il suo nome è un riferimento a una mossa di Taekwondo, Neri Chagi. La sua Fatality nel gioco è stata classificata nona tra le più cruente Fatality in GamesMaster Gore Special - Top 10 Death Moves, dove egli afferra il suo avversario, lo colpisce con una ginocchiata e gli buca lo stomaco con un calcio da sotto.
- Pakawa: Pakawa è il capo della tribù guerriera Comanche Tu-Wee-Kah. Per molti anni, i Comanche vivevano in pace e prosperità, fino all'arrivo dei coloni, che vennero ben accolti; i coloni, però, dopo anni di stabilità, cominciarono a conquistare il territorio dei Comanche con la forza, senza alcun rispetto per le loro vite. Pakawa decise così di allenare dei guerrieri élite e chiamò questa tribù Tu-Wee-Kah, i quali erano gli equivalenti dei Berretti Verdi, e furono gli unici ad attaccare per primi, uccidendo i coloni che gli attaccavano e togliendo loro tutte le posizioni chiave, dando così via libera al resto della tribù. Pakawa è fiero dei suoi scalpi che egli stesso ha raccolto, tanto è vero che quest'abitudine è stata la sua Fatality nel gioco.
- Thundra: Thundra è la più forte della perduta tribù delle Amazzoni, che difende la foresta pluviale dagli industriali che vogliono distruggere la foresta per i loro scopi personali. La sua "difesa" consiste nel sabotare dell'equipaggiamento vitale per i loro incarichi, e nell'assassinare personaggi di altro rango. Thundra è la più forte delle Amazzoni, e proprio per questo ne è la regina, e ciò le ha anche permesso di allenare dei guerrieri secondo il suo stile, il quale è stato tramandato dalle generazioni passate; incanalando questo potere, l'utilizzatore può perfino imitare le tremende forze della natura.
- Alaric: Alaric è il più forte dei Goti, uno dei più temuti popoli barbari invasori della storia. I Goti erano un popolo che viaggiavano per l'intero continente alla ricerca di eserciti da affrontare e uccidere. Alaric era non solo un guerriero rinnovato, ma anche un grande stratega, tanto è vero che la sua intelligenza straordinaria gli ha permetto di ottenere delle grandi vittorie, una delle quali è stata ottenuta anche grazie a della polvere da sparo. Egli stesso è un riferimento a Alarico, un re visigoto realmente esistito che guidò il suo esercito stesso al Sacco di Roma nel 410.
- Danja Ureda: è un assistente DA, avvocato di giorno, vigilante di notte.
- Angus MacGreggor: è un fabbro scozzese del villaggio di Lord Katrine, e ha ereditato questa caratteristica da suo padre, il quale l'ha imparato da suo padre prima ancora. La sua Fatality in Kasumi Ninja è al primo posto nella classifica GamesMaster Gore Special - Top 10 Death Moves, dove Angus da dei pugni rapidi al suo avversario, gli stacca la testa con una pedata e le dà una testata mentre è ancora in aria.
- Lord Gyaku: è il boss finale di Kasumi Ninja. In origine uno dei migliori ninja dell'Isola Kasumi, egli impazzì e uccise tutti gli altri anziani dell'isola, proclamandosene il signore e padrone. È detto che Gyaku è posseduto dagli spiriti del mondo dei demoni. Con il Tempio della Nuvola del Drago in suo possesso, egli intende usare il suo potere per distruggere l'isola. Si dice anche che questo tempio ospiti un portale che porti al mondo dei demoni, e con questo potere, Gyaku vuole governare il mondo. Se non si riesce a uccidere Gyaku con una Fatality nella sua forma umana, egli si trasformerà in un demone, il quale ricorda una Salamandra rossa. È anche possibile utilizzarlo con un codice segreto, grazie al quale egli sostituirà Habaki e Senzu nella modalità Singleplayer.

## Accoglienza
| Testata                           | Giudizio            |
| --------------------------------- | ------------------- |
| GameRankings (media al 28-9-2018) | 10%                 |
| AllGame                           | 2/5                 |
| Atari Gaming Headquarters         | 2 / 10              |
| Atari Inside                      | 82%                 |
| Computer and Video Games          | 51 / 100            |
| Consoles + (FRA)                  | 73%                 |
| Excalibur                         | 72%                 |
| GamePro                           | 13 / 20             |
| Jaguar                            | 65%                 |
| Joypad (FRA)                      | 65%                 |
| MAN!AC (DEU)                      | 39%                 |
| Mega Fun (DEU)                    | 48%                 |
| Next Generation                   | 1/5                 |
| Play Time (DEU)                   | 48%                 |
| ST-Computer (DEU)                 | 80%                 |
| ST Magazine (FRA)                 | 74 / 100            |
| Super Game Power (PRT)            | 3.5 / 5.0 3.8 / 5.0 |
| Ultimate Future Games             | 38%                 |
| Video Games (DEU)                 | 69%                 |
| Videogames                        | 4 / 10              |

Kasumi Ninja è stato ricevuto negativamente dai critici del tempo, visto che è stata considerata una brutta copia di Mortal Kombat, soprattutto per quanto riguarda il gameplay, la grafica digitalizzata e la violenza grafica, ma soprattutto per gli scarsi controlli. Nel numero dell'anno 2001 di The Atari Times, il gioco ha ricevuto un voto di 50%, dichiarando: "Nonostante il suono e la grafica del gioco vadano bene, i controlli possono funzionare piuttosto male..."